# 張道禎
張道禎（1966年2月26日—），道教門派正一道的道長，在正統道教正一派第六十四代張天師張源先大真人去世後，在同年才自稱第六十四代張天師，因此其真實身份，極具爭議。

## 生平
高中職畢業，1988年10月15日陸軍兵工下士退伍，共服役二年。出社會後開始修習靈山啟乩（民間信仰乩童，先是擔任濟公乩身，後不知什麼原因改擔任金龍太子乩身），並開設私人神壇，服務信徒，踏上宗教服務業一職。2008年，張道禎與六十四代張源先天師競選「中國嗣漢道教協會」第五任理事長一職，獲得高票當選。
2008年10月17日，張源先羽化之後，張道禎自稱獲得中華民國內政部認定的張天師襲職人選，但實際上內政部並未予承認。無論在臺灣或是在中國大陸都有不少宗教界人士持不同意見，中國大陸官方亦未予認定。
2009年5月11日，張道禎於臺灣南投市體育場啟建道教天師襲位科儀。同年六月十日舉行舉行襲職儀式，否定張源先為六十四代張天師，拒絕稱六十五代張天師，自立為「六十四代張天師」。襲職儀式由張道禎曾經的結義兄弟們－中華嗣漢護法協會理事長蘇清六與副理事長陳繕剛、黃銀祥、洪榮俊等全程支持協助，頒授劍、印、令等法器。結束儀式後，張道禎並在多位道長陪同下，出示日前前往江西鷹潭市「市區內的天師府（實為旁系家廟宗祠，該處先前亦有辦理奏職，所發放籙牒不被祖庭官方認同）（非龍虎山上的祖庭天師府）」告祖時，出錢賄賂各方機構，處理相關事宜，因此得到張家旁系族長所賜的祖庭法印及信函等，稱自己才是真正張天師傳人，但中國宗教局及龍虎山天師府，官方亦並未承認其身份。

## 天師襲位爭議
以下為各方回應：

### 張懿鳳回應
張源先的長女張懿鳳曾以嗣漢天師府總監察之名義發文，強調嗣漢道教協會與天師府無關，協會理事長由誰接任，皆無資格參與天師府事務。張懿鳳表示，第六十四代天師張源先是中華民國政府官方認可的張天師，身分證職業欄明白記載他是第六十四代張天師，張道禎若要說自己才是正統，就請他出示證據。

### 張意將版本
張意將称其祖父張新君是六十二代張元旭天師的兒子之一，並於彰化縣芬園鄉成立中國嗣漢張天師府。

### 張源先身分爭議與澄清
關於張道禎曾在臺北市議會的記者會上，指稱張源先不是天師後裔，而是六十三代天師張恩溥之子張允賢奶媽的兒子一事，曾於張道禎襲職活動中擔任籌備處處長的林毓筌，特別在活動後以個人名義前往江西龍虎山參訪，向天師世家族長張明熹取得完整張天師宗譜內容。回台後詳加考據宗譜及相關文獻，發現張道禎爭取襲位六十四代天師的說法與文獻所載諸多不符，因此，彙整出張源先與張道禎兩家的世系傳承，連同相關文獻發佈於張天師襲職網站，並在網站上發表道歉聲明啟事，對未能於主辦活動前詳加考證，以致提供社會大眾錯誤訊息略求補正。林毓筌說，文獻證實張源先是六十一代天師的直系曾孫，與六十三代天師張恩溥確為叔姪關係，並非如張道禎所說是奶媽之子。

### 龍虎山回應
对于张道祯袭職张天师的说法，龍虎山嗣漢天師府（龍虎山嗣漢天師府之住持為另一欲爭取張天師的人選張金濤）表示张天师自第一代至第六十三代都是经朝廷敕封的、道教界公認，此后已停止世袭。龍虎山嗣漢天師府不清楚张氏宗族是否推举天师且指出张氏宗族无权推举天师，同时也不承认任何自封“六十四代”或“六十五代”的天師。

## 参看
- 嗣汉张天师世系图
- 張源先

## 外部連結
- 張家遠房旁系墓碑圖 （页面存档备份，存于）
- 道教嗣漢天師府 （页面存档备份，存于）
- 道教嗣漢天師府 六十四代天師 張源先 （页面存档备份，存于）
- 道教嗣漢天師府 國家歷史的見證 （页面存档备份，存于）